# Церковь Сан-Рокко
Церковь Сан-Рокко (итал. San Rocco) — церковь в Венеции, расположенная в районе Сан-Поло.
Церковь возведена и названа в честь Святого Роха, являющегося наряду со Святым Марком, покровителем Венеции. Святой Рох считался исцелителем от чумы, страшного бича городов Европы в Средние века, а особенно торговой Венеции. Когда в 1485 году эпидемия чумы коснулась города, венецианцы (как ранее похитили мощи Святого Марка), также похитили останки святого Роха из города Монпелье на юге Франции и тайно перенесли сначала в маленькую «скуолетту», а затем в новую Скуолу Сан-Рокко . Позднее мощи перенесли в рядом расположенную церковь Сан-Рокко.
Каждый год 16 августа венецианский дож наносил визит в церковь Сан-Рокко и молился с призывом к святому, чтобы тот защитил город от чумы. Сейчас эта традиция разыгрывается в ежегодной театральной постановке.
Строительство церкви было начато в 1489 и закончено в 1508 году архитектором Бартоломео Боном Младшим по прозванию «Бергамаско». В 1725 году церковь была частично перестроена. Впечатляющий фасад с большим количеством скульптур был возведён в 1765—1771 годах по проекту Джованни Скальфаротто (проект был изменён Б. Маккаруцци или Дж. Массари). Рядом с церковью Сан-Рокко находится маленькая скуола (итал. Chiesa e Scuoletta di San Rocco). Поэтому другое, более известное сооружение, связанное одной общиной с предыдущими, получило название «Большая Скуола Сан-Рокко» (итал. Scuola Grande di San Rocco)
В церкви находятся четыре картины Тинторетто, в том числе «Святой Рох исцеляет жертв чумы».